# Малая Лангобардия
Ма́лая Лангоба́рдия (лат. Langobardia Minor) — обобщённое название южной половины Королевства лангобардов в византийской, а затем и в западной историографии. В географическом и политическом планах ей противопоставлялась Северная Лангобардия. Оба термина ввёл византиец Феофан Исповедник. Малая Лангобардия образовалась в ходе лангобардского вторжения и включала в себя герцогства Сполето и Беневенто. От Северной Лангобардии её отделял так называемый византийский коридор по линии Рим — Равенна.

## Характеристика
В то время как Большая Лангобардия была раздроблена на множество княжеств и гастальдств, постоянно меняющих свои очертания, Малая Лангобардия, будучи со всех сторон окружённой владениями Византии, отличалась относительно большей институциональной стабильностью в первые два столетия своего существования (568—774). Первым князем Сполето был Фароальд I, власть в Беневенто взял Зотто. Первые правители контролировали только внутренние, горные районы полуострова в окрестностях этих городов, оставив византийцам управления прибрежными районами. Однако позднее, (в особенности в царствование Агилульфа в 591—616 годах) южные лангобарды получили обширные выходы к морю во многих сельских областях юга, фактически взяв византийцев в осаду в крупных городах. Византийцы сохранили Анкону, Отранто, Неаполь, Рим, Саленто и две южные оконечности полуострова.

## Упадок
После разгрома Большой Лангобардии франками, позиции Малой Лангобардии существенно ослабли. Теперь южным лангобардам приходилось отражать набеги арабов-мусульман, постоянно конфликтовать с временно усилившейся в X веке Византийской империей, которая лишила их большей части своих владений, превратив их в фему Лонгобардия (873), а затем в катепанат Италии (965—1071). В конце IX века в Малой Лангобардии усилились центробежные тенденции и крупные княжества распались на несколько мелких. Впрочем, некоторые более сильные из них (княжество Салерно), продолжали борьбу с Византией и даже смогли прорубить себе выход к Ионическому морю. Точку в их истории поставило вторжение норманнов, от которого их не спасли даже попытки объединения. В 1078 году Малая Лангобардия полностью прекратила своё существование.